# Kosmos 11K65M
Kosmos 11K65M, również Kosmos 3M (ros. Космос 3M) – radziecka, obecnie rosyjska, dwustopniowa rakieta nośna. Używana od lat 60 XX wieku, do 2010 r. Jedna z najdłużej używanych rakiet kosmicznych. Rakiety tego typu startowały ponad 400 razy. Powstała z przebudowy pocisku balistycznego R-14.
Na Kosmodromie w Plesiecku 26 czerwca 1973 roku nastąpiła eksplozja rakiety podczas opróżniania zbiorników z paliwa i utleniacza po przerwanej procedurze startowej. Śmierć poniosło 9 żołnierzy obsługi.
11K65M posłużyła między innymi do wyniesienia na orbitę sztucznych satelitów ABRIXAS i SAR-Lupe 4.